# Волховський Фелікс Вадимович
Фелікс Вадимович Волховський (псевдоніми: Ф.Полтавчук, А. Чепа, А. Чорний, Ів. Брут тощо; нар. 6 липня 1846, Полтава, Російська імперія — пом. 2 серпня 1914, Лондон) — визначний український діяч російського та міжнародного революційного руху, журналіст, видавець, письменник, перекладач.

## Життєпис
Народився в українській дворянській сім'ї Волховських, родовий маєток яких у Мойсівці був популярним місцем зібрань української шляхти у першій половині ХІХ ст. Правнук Андріана Чепи, можливого автора «Історії Русів» та онук Валентини Андріанівни Волховської. Більшу частину дитинства провів на хуторі Чепурківка, який у середині 20-х років ХХ-го століття був об'єднаний з Воскресенським хутором і отримав назву Перше Травня, на згадку про однойменного вірша Ф. Волховського Був одружений з Марією Антоновою та Олександрою Хоржевською.

## Освіта
Навчався у гімназіях Санкт-Петербурга та Одеси. Навчався на юридичному факультеті Московського університету. Покинув навчання через матеріальну скруту та політичні утиски. Займався самоосвітою працюючи в московських книгарнях. Видавав і поширював серед селян книги та революційні листівки.

## Революційна діяльність
Під час навчання в університеті був секретарем «Малоросійської громади» — українського студентського землятства Був організатором (спільно з Г. Лопатіним) «Рубльового общества» — революційного товариства, що мало на меті видання і розповсюдження серед селян просвітницької літератури. Вперше потрапив за ґрати у 1868 році. Вдруге — у квітні 1869 року. Утримувався два роки у московських тюрмах та у Петропавловській фортеці. Судився у справі «нечаєвців» у 1871 і отримав оправдальний вирок. До наступного арешту в 1874 році проживав у Одесі, працював секретарем міської думи, очолював одеську народницьку групу «чайковців». В січні 1878 року засуджений по «процесу 193-х» до висилки в Тобольську губернію. В 1889 році втікає через Японію у Канаду. У 1890 році на запрошення С. Степняка-Кравчинського переїхав до Лондона. Як свідчить лист Ф.  Енгельса до Степняка-Кравчинського від 15 листопада 1892 року, Енгельс дуже приязно зустрів полтавця: «Дорогой Степняк! Не придете ли Вы вместе с г-жой Степняк, Волховским и его маленькой дочкой в четверг к нам обедать?» Очевидно, мовиться тут про Віру Волховську (1881-1966), яка  доклала значних зусиль для збереження архіву батька.

## Поетичний та публіцистичний доробок
Український літератор. Писав українською, російською та англійською мовами. У 1893–1914 роках редагував журнал «Free Russia», «Летучие Листки». Упорядкував і видав збірку віршів політв'язнів (Женева, 1877). Автор поетичних та публіцистичних книжок,. Переклав російською мовою «Тіні забутих предків» М. Коцюбинського. Російськомовні прозові та поетичні твори Ф. Волховського перекладала Леся Українка, інші українські літератори. Публікувався в англомовній пресі («Toronto Globe», «The World» та інших). Листувався з Марком Вовчком, М. Драгомановим,І. Франком, М.Коцюбинським, Лесею Українкою, М. Павликом, В. Гнатюком, Ф. Вовком. Особистий архів Фелікса Волховського зберігається в Інституті Гувера при Стенфордському університеті.Чекає на академічне вивчення, систематизацію, узагальнення та перевидання творча спадщина  Ф. Волховського, розпорошена по книгозбірнях України, Росії, Англії, США.